# Łuśniczkowate
Łuśniczkowate (Tomoceridae) – monotypowa rodzina prymitywnych stawonogów z rzędu skoczogonków obejmujący rodzaj Tomocerus.